# Andrzej Janocha
Andrzej Janocha, imię zakonne Florian (ur. 13 listopada 1855, zm. 16 marca 1921) – kapucyn, rzeźbiarz, malarz, kaznodzieja, misjonarz ludowy, gwardian, prowincjał, pisarz ascetyczny.

## Biografia
Urodzony w Haczowie, syn rolnika Michała i Heleny Materna.
Uczeń gimnazjum w Jaśle w latach 1870-74 i w Rzeszowie  w 1875. W 1874 r. wstąpił do nowicjatu kapucynów w Sędziszowie. Studiował teologię w l. 1876-78 w Instytucie Teologicznym we Lwowie. Był magistrem nowicjuszy w Sędziszowie i Rozwadowie. W Krakowie  był prowincjałem w latach 1891-97 i 1900-03. W czasie I wojny światowej w latach 1914 -15 był kapelanem i katechetą kilkuset polskich uchodźców w Znojnie na Morawach. Organizował dla nich również pomoc materialną Odegrał ważną rolę w Związku Haczowian, in.przewodniczył jego zjazdowi w 1911 r. Głosił kazania  patriotyczne. Ułożył pieśń do Matki Bożej Bolesnej, Królowej Haczowa. 
Wydał biografię o. Wacława Nowakowskiego, historyka powstania kościuszkowskiego 1794 r. i działacza narodowego w r. 1863, a następnie długoletniego zesłańca, pt. "Krótki życiorys o. Wacława Nowakowskiego", Kraków 1903; "Ostatnie chwile o. Wacława Nowakowskiego", Kraków 1899 i utwory sceniczne np. "Jasełka", Kraków 1901; "Podpalacze w domu Henki", Kraków 1918; "Na proklamację niepodległej i zjednoczonej Polski", Kraków 1918 r.
Zmarł 16 marca 1921 r. w Krakowie.